# 阿尔乔姆·梅捷列夫
阿尔乔姆·帕夫洛维奇·梅捷列夫（羅馬化：Artyom Pavlovich Metelev；1993年8月11日—）是俄罗斯政治人物、第八届国家杜马议员。
2009年至2012年，梅捷列夫担任锡利诺区（莫斯科）俄罗斯青年公共商会主席，并担任泽列诺格勒青年议会项目的策展人。2010年至2013年，梅捷列夫担任莫斯科泽列诺格勒行政区统一俄罗斯党青年近卫军地区支部副支部长。2016至2017年，他担任志愿者中心协会联合主席。2017年，他成为俄罗斯联邦公众院成员。2020年，梅捷列夫被任命为青年发展、志愿服务和爱国主义教育委员会第一副主席。2021年9月起担任第八届国家杜马代表。

## 制裁
梅捷列夫于2022年因俄乌战争而受到英国政府制裁。

## 荣誉
- 慈善事业勋章